# Peledui (Ort)
Peledui (jakutisch und russisch Пеледу́й) ist eine Siedlung städtischen Typs in der Republik Sacha (Jakutien) in Russland mit 5243 Einwohnern (Stand 14. Oktober 2010).

## Geographie
Der Ort liegt etwa 950 km Luftlinie westsüdwestlich der Republikhauptstadt Jakutsk am linken Ufer der Lena, unmittelbar oberhalb der Einmündung des namensgebenden, linken Nebenflusses Peledui.
Peledui gehört zum Ulus Lenski und befindet sich etwa 170 km südwestlich von dessen Verwaltungszentrum Lensk. Die Siedlung ist Sitz der Stadtgemeinde (gorodskoje posselenije) Possjolok Peledui, zu der außerdem das 35 km nordöstlich (flussabwärts) am linken Lenaufer gelegene Dorf Krestowski Lessoutschastok gehört.

## Geschichte
Die Siedlung wurde 1933 zusammen mit einer Basis und Reparaturwerft der Hauptverwaltung Nördlicher Seeweg gegründet. Im gleichen Jahr erhielt Peledui den Status einer Siedlung städtischen Typs.

### Bevölkerungsentwicklung
| Jahr | Einwohner |
| ---- | --------- |
| 1939 | 4577      |
| 1959 | 4953      |
| 1970 | 4411      |
| 1979 | 4615      |
| 1989 | 5080      |
| 2002 | 4710      |
| 2010 | 5243      |

Anmerkung: Volkszählungsdaten

## Verkehr
Von Peledui besteht Straßenverbindung zur 25 km flussaufwärts ebenfalls am linken Lenaufer gegenüber der Einmündung des Witim gelegenen Siedlung Witim, wo sich auch ein kleiner Flughafen befindet. Von Witim führt eine Straße zum gut 100 km nordöstlich gelegenen Talakan-Ölfeld, die etwa auf halber Strecke von der geplanten Haupttrasse der Fernstraße A331 Wiljui zwischen Ust-Kut und der Straße Lensk – Mirny gekreuzt wird. Als Alternativroute soll die Straße von Witim nach Peledui in nordöstlicher Richtung das linke Lenaufer hinab bis Lensk verlängert werden.